# Teater Dur & Moll

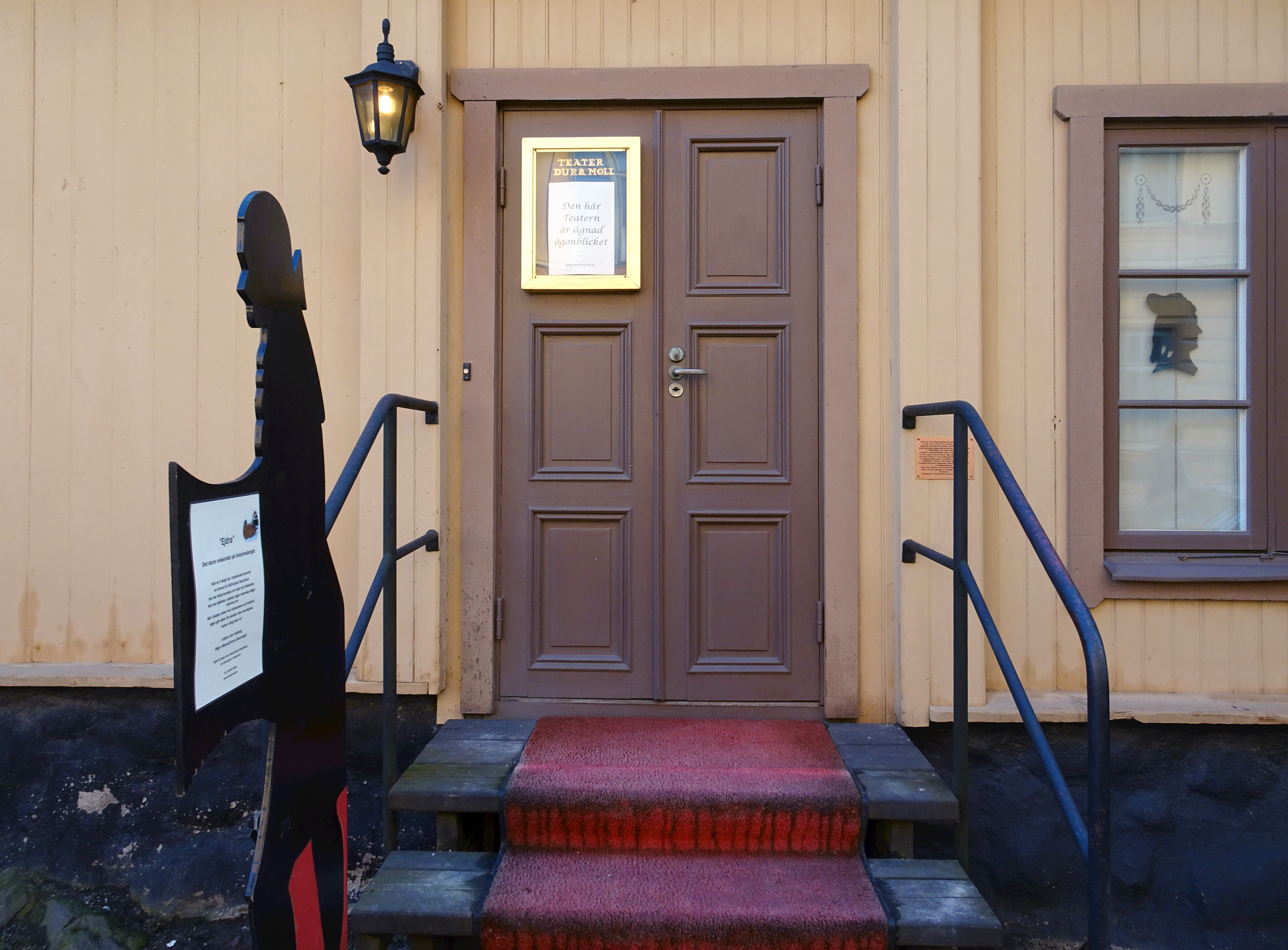
Teater Dur & Moll, entré, Fjällgatan 16.

Teater Dur & Moll är en privatteater på Fjällgatan 16 på Södermalm i Stockholm. Teatern öppnade 1998 i en kulturskyddad 1700-talslokal och betraktas som Europas minsta teater.

## Historik

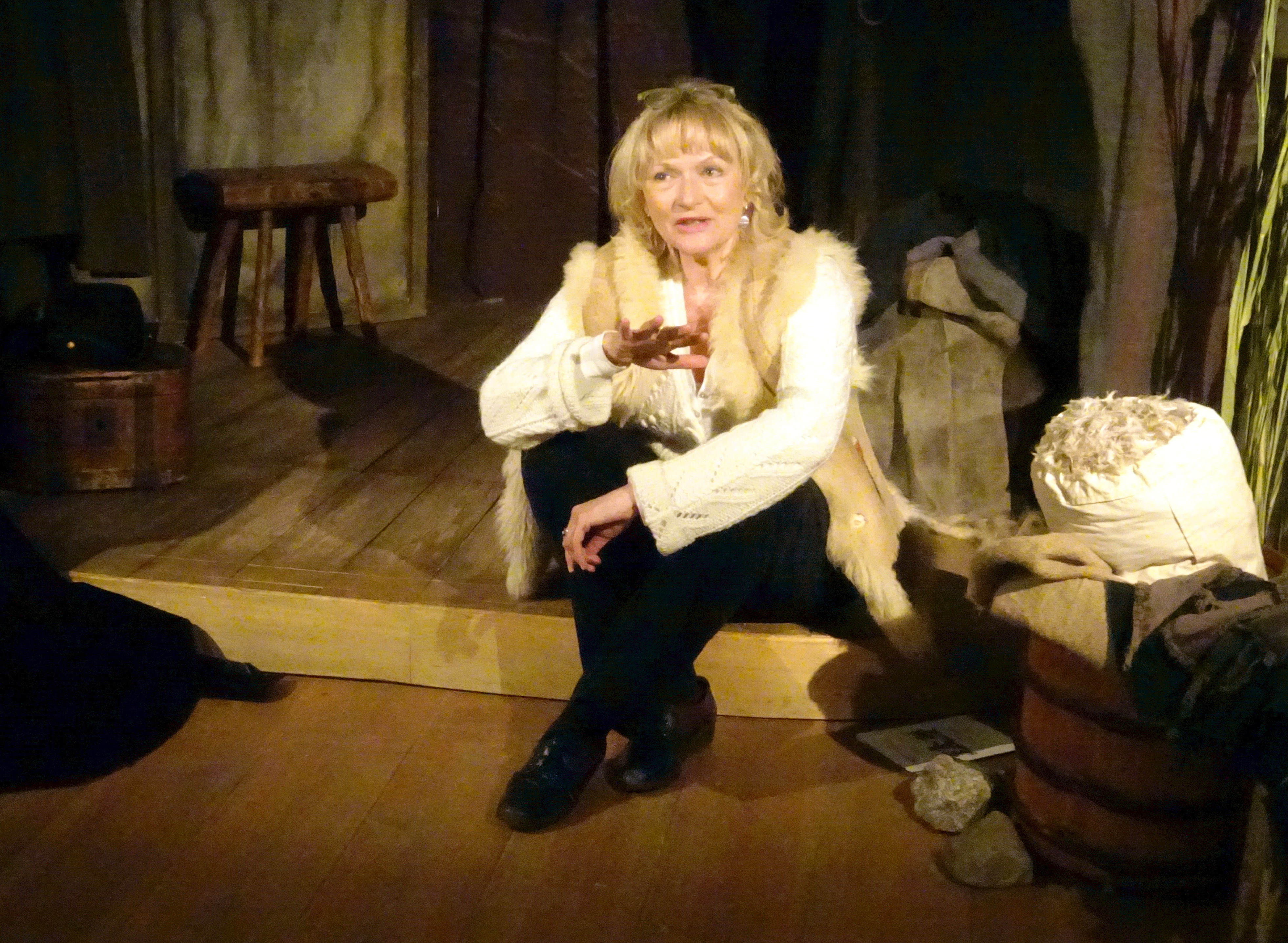
Gen Hedberg på sin scen.

Teaterlokalen på Fjällgatan 16 ligger i ett litet trähus byggt strax efter Katarinabranden 1723. Initiativtagare till teatern är Gen Hedberg (född 1952) som gått i lära hos maskmakaren Arne Högsander. Hennes vision var att inrätta en intim teater och spela teater för vuxna. Den rätta lokalen fann hon 1996. Med hjälp av vänner iordningställdes lokalen för sitt nya ändamål. Stor inspiration var Allan Edvall och hans Teater Brunnsgatan Fyra, samt den nederländske dockspelaren Neville Tranter. År 1998 började den första föreställningen med "Aline på Berget" som utspelar sig på sjuttonhundratalet. 
Dur & Moll drivs som ideell förening. Gen Hedberg är både teaterdirektör och enda skådespelare.  
Hon ger även idéer till nya uppsättningar som väver ihop fantasi och fakta. Exempelvis "Ejdra" som handlar om ett kvinnoöde i 1600-talets Stockholm med trolldom, häxor, vidskepelse och grymma avrättningar på Södermalms galgberget som en gång i tiden låg på Stigberget ett stenkast från teatern. 
Teaterns föreställningar är anpassade för lokalen. Den kulturhistoriska 1700-tals miljön har därför en viktig andel i totalupplevelsen. Masker spelar en stor roll när Hedberg gestaltar upp till tio olika karaktärer i en teaterpjäs. Teatern har en storlek om 34 kvadratmeter med en liten ”salong” som rymmer 20 personer på tre bänkrader. Det gör Dur & Moll till åtminstone Europas minsta teater.

## Magnoliapriset
År 2018 tilldelades Gen Hedberg Magnoliapriset. Hon fick priset "för att under 20 års tid utfört en unik kulturgärning på Söders höjder genom att ensam driva Stockholms minsta teater och där gestalta stadsdelens historia genom kvinnoöden från olika sekler".

Interiörbilder
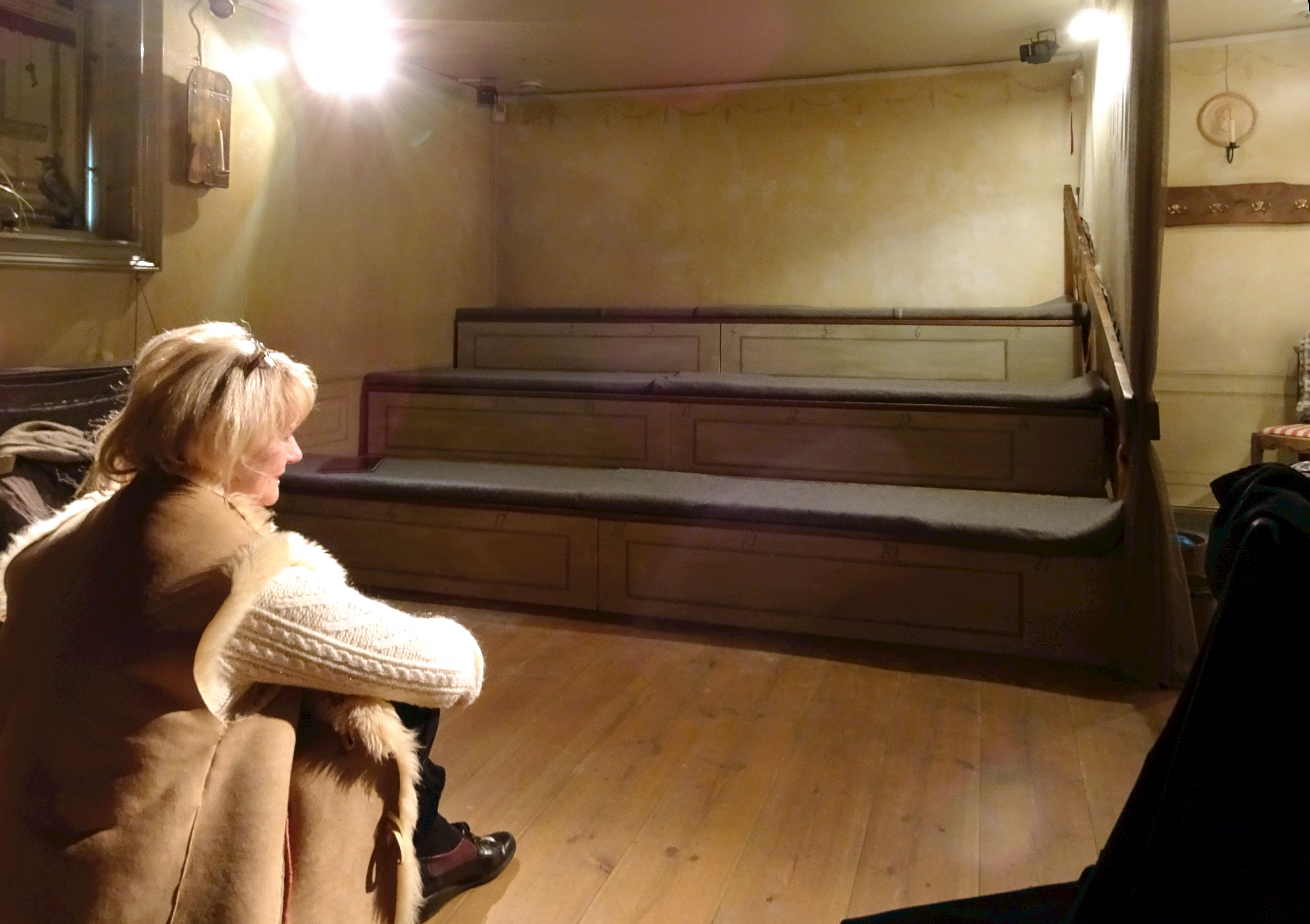
Salongen.
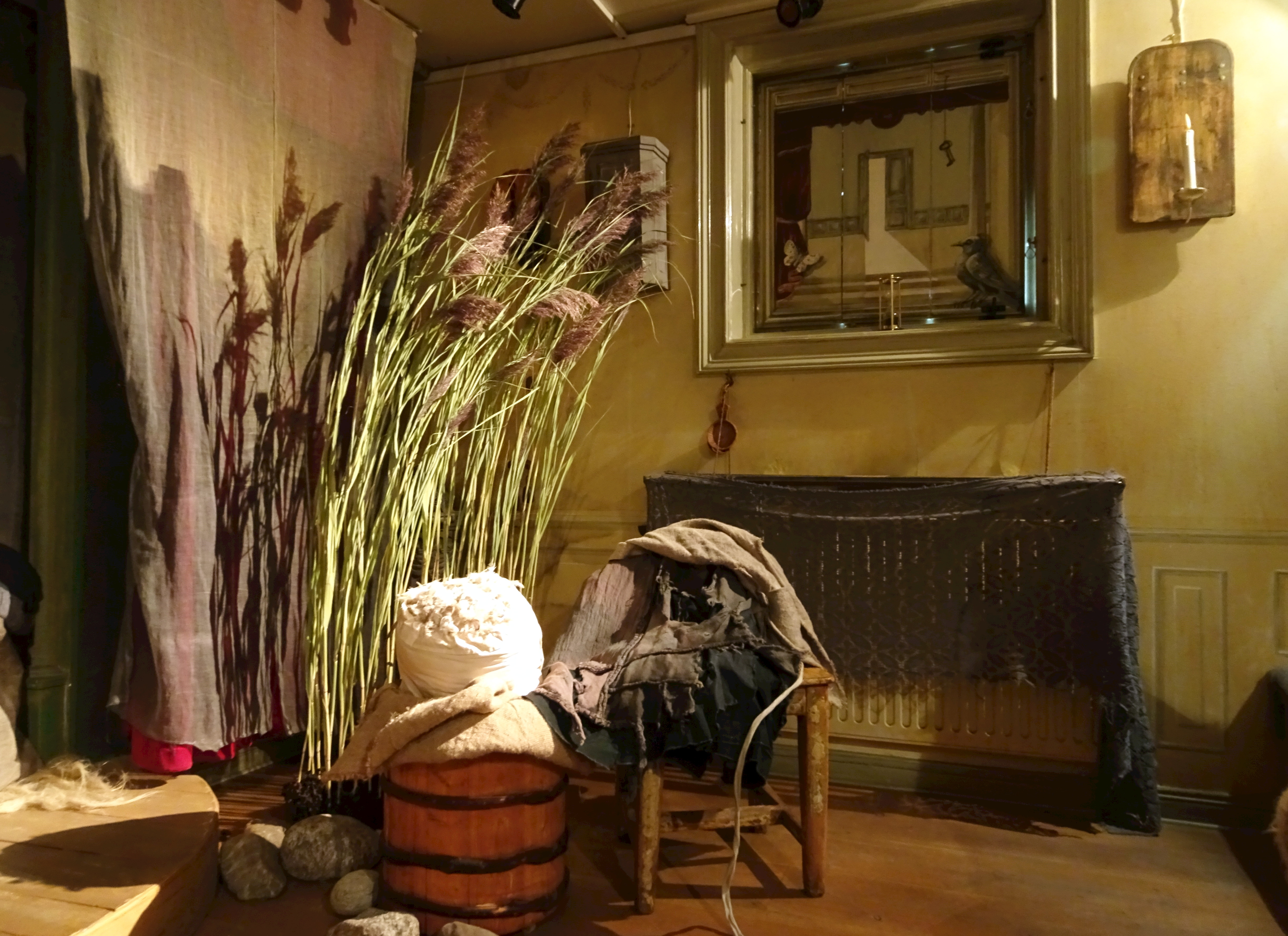
Scenografi vid scenen.
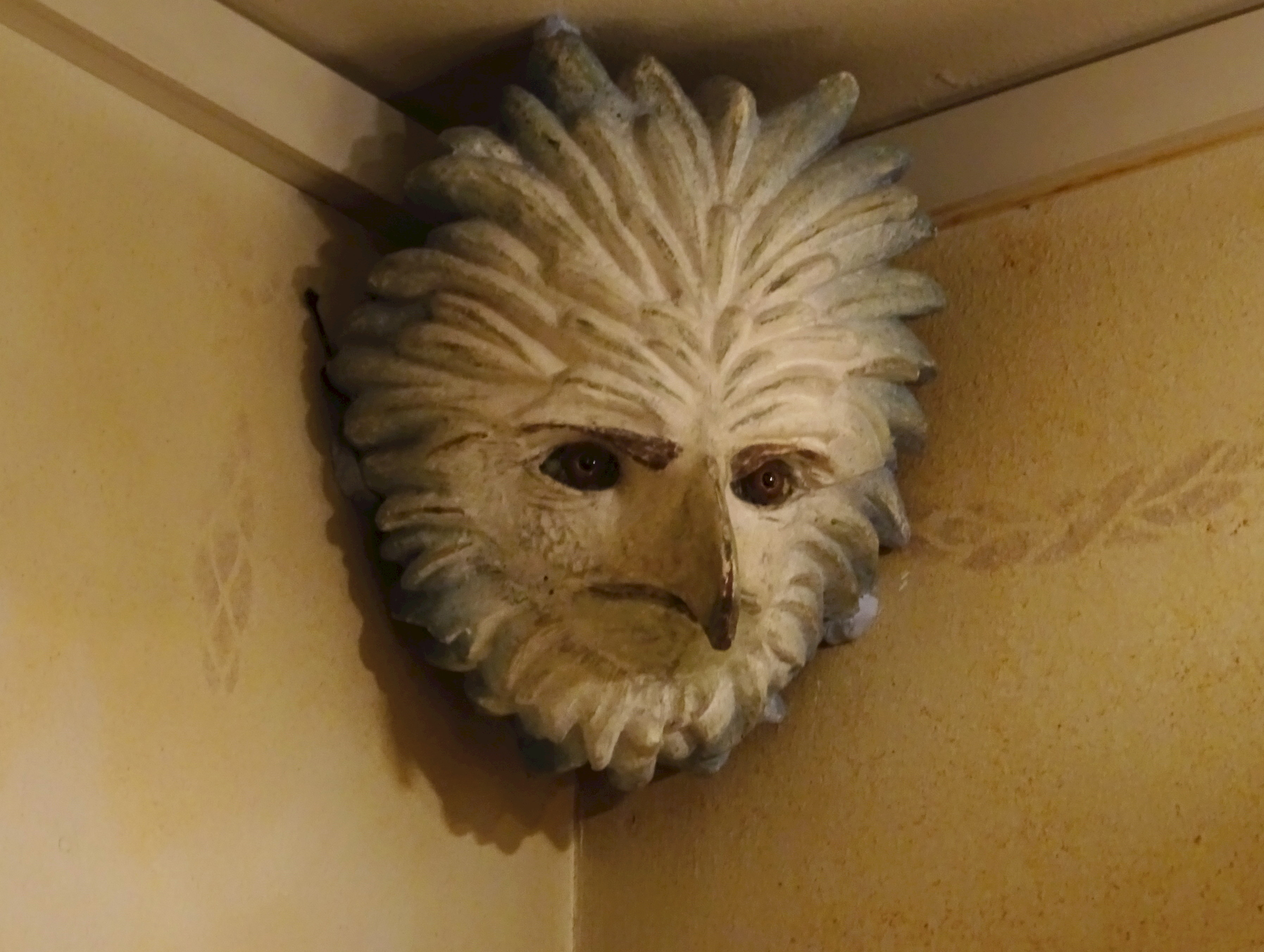
Masker spelar en viktig roll i teaterns uppsättningar.
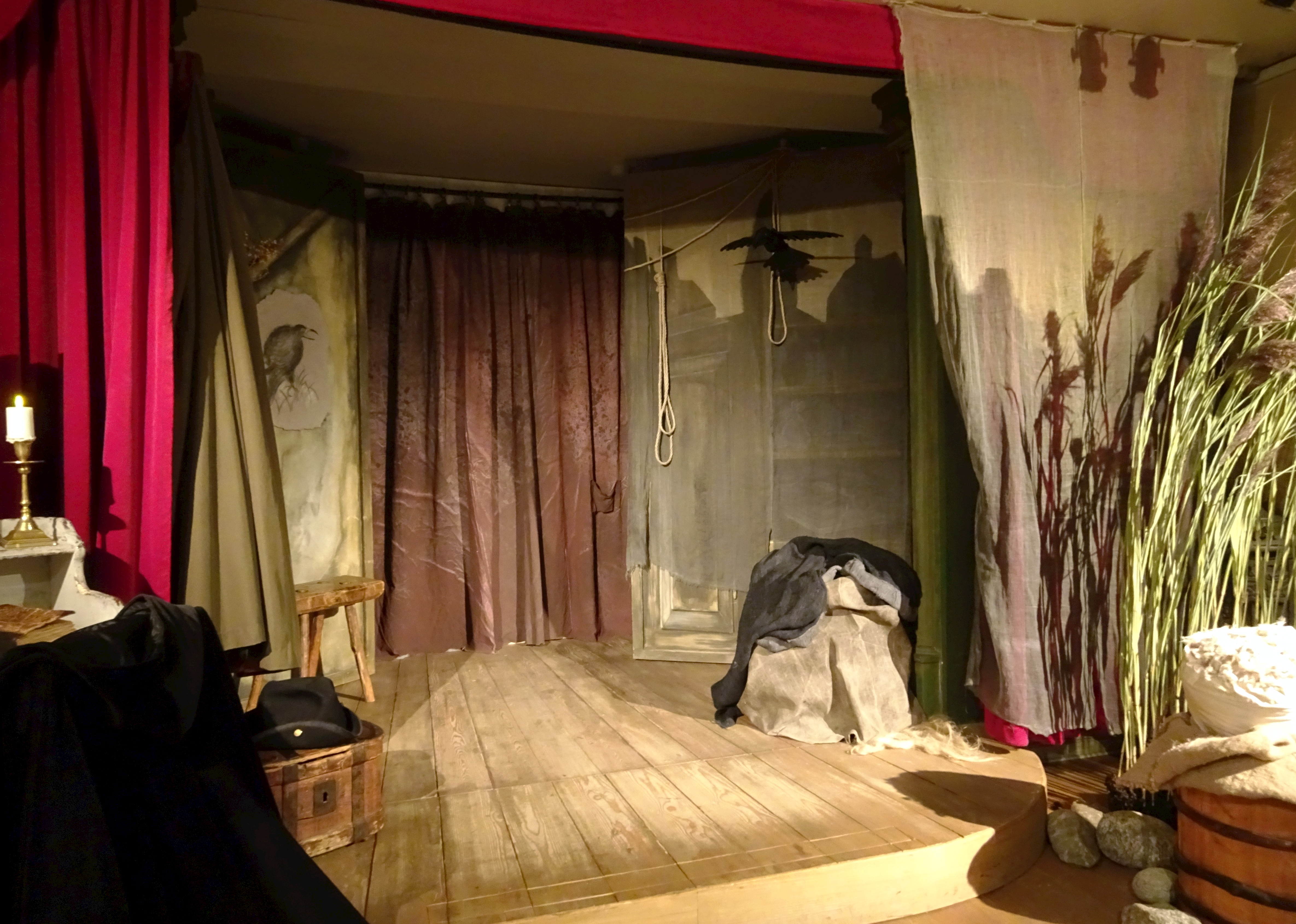
Scenen.
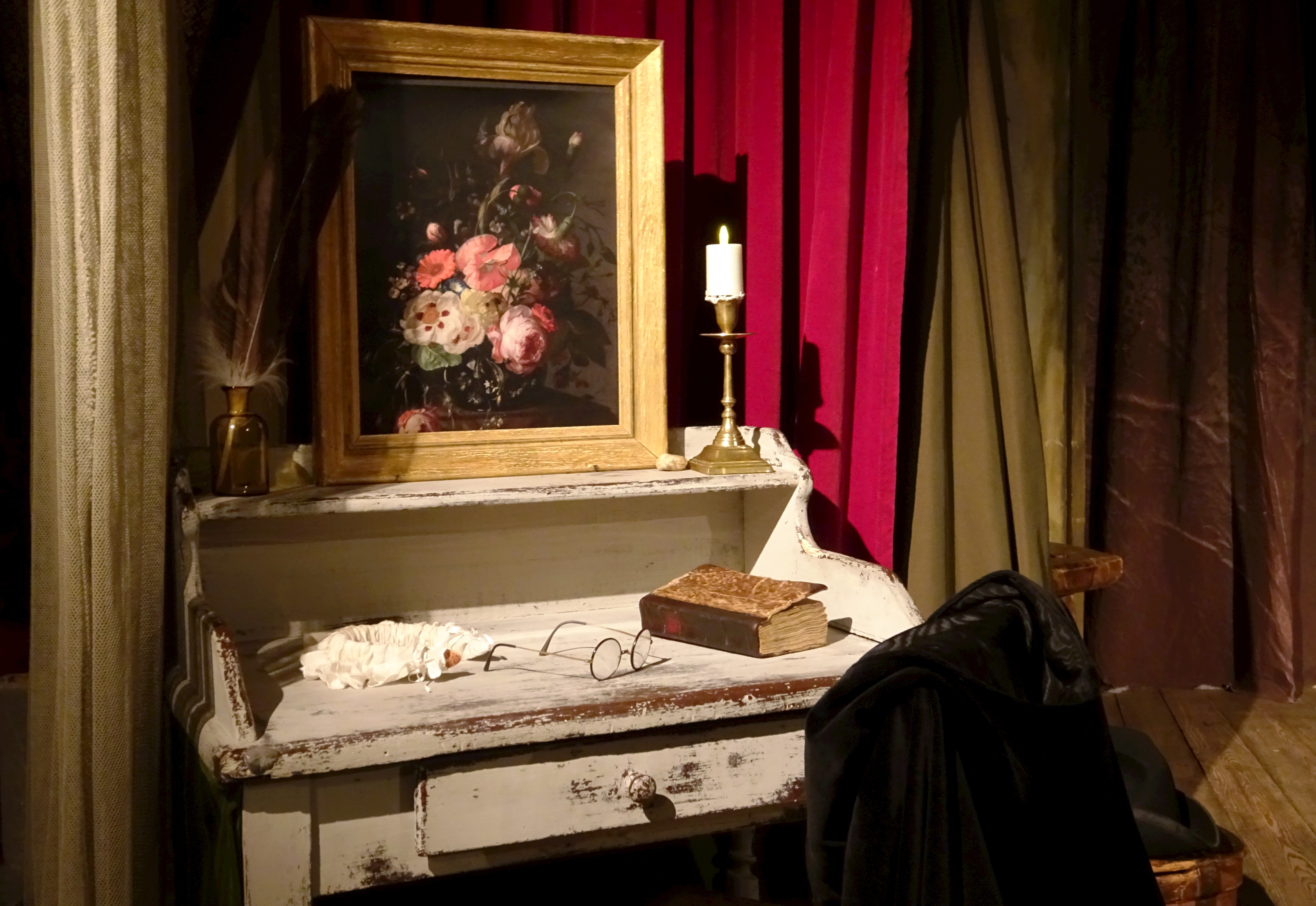
Scenografi vid scenen.